# Josef Braumüller
Josef Braumüller (Lebensdaten unbekannt) war ein deutscher Fußballspieler, Trainer und Funktionär. „Brause“ Braumüller gehört zu den wichtigsten Persönlichkeiten in der Geschichte der Fußballabteilung vom  TSV 1860 München. Er begann seine Fußballerlaufbahn 1902/03 in der Jugend, rückte 1904 in die 2. Mannschaft auf und gehörte seit 1905 über fünfzehn Jahre lang zum Kader der ersten Mannschaft, als deren Kapitän und Betreuer er in den meisten dieser Jahre agierte.

## Laufbahn
Im Jahr 1908 gelang es den Verantwortlichen des TV 1860 am Giesinger Bahneinschnitt ein zentral gelegenes Gelände für die Fußballer zu pachten. Es war der sogenannte Alpenplatz an der Alpenstraße. Dies führte zum Aufschwung der Fußballabteilung im TV 1860 und zugleich war dies der erste Schritt in den proletarischen Stadtteil Giesing. Auf ihrem neuen, umzäunten Platz konnten die Sechziger erste Erfolge feiern. In der Saison 1908/09 belegte die Mannschaft in der A-Klasse Oberbayern den 3. Rang und gewann die im Pokalsystem ausgetragene Frühjahrsrunde des Münchner Fußball-Bundes. Am 2. Mai 1909 konnte sich die Löwen-Elf auf dem Alpenplatz im Finale einen überraschenden 4:1-Sieg gegen den MTV von 1879 sichern. Das Erfolgsteam der Saison, das inzwischen jene blau-weiß gestreiften Trikots und weiße Hosen trug, mit denen 1860 bald reichsweit bekannt werden sollte, war mit folgenden Spielern angetreten: Reichenberger, Bruglachner, Braumüller, Sattler, Schießl, Vitalowitz, Neudecker, Seefried, Karl, Reindl und Mareis.
Im Jahr 1912/13 stiegen die Sechziger aber aus der Ostkreisliga ab. Mannschaftskapitän Braumüller, der als Spielertrainer Herz und Seele der Mannschaft war, gelang es, den Kader bis auf zwei Spieler zu halten. Ungeschlagen sicherten sich die Löwen 1913/14 die Meisterschaft in der südbayerischen A-Klasse und setzten sich in den Aufstiegsspielen gegen den Nordgruppensieger MTV Fürth durch.
Die Frühjahrsrunde 1915 wurde nur von Mannschaften mit Spielern bis zu 20 Jahren bestritten und endete im Juni. 1860 sicherte sich ohne Punktverlust den Staffelsieg und deutete damit erstmals sein Potenzial an. Das lag vor allem in der Jugend und damit bei Josef Braumüller. Unter seiner Obhut war es zu einer konsequenten Nachwuchsförderung gekommen. Die Fußballabteilung des TSV 1860 konnte sich zu Beginn der zwanziger Jahre neben den Bayern und dem FC Wacker als dritte Kraft im Münchner Fußball etablieren und trat damit an die Stelle des MTV von 1879, der vor dem Ersten Weltkrieg neben der FA Bayern die spielstärkste Münchner Mannschaft gestellt hatte, aber nun an Schlagkraft verlor. Beim TSV 1860 hatte man trotz des Krieges unter der Ägide des ehemaligen Ligaspielers Josef Braumüller zielbewusst Jugendarbeit betrieben.
Sportlich erlitten die Sechziger nach ihren Erfolgen der frühen 1920er Jahre eine Durststrecke und verpflichteten erstmals vor der Saison 1925/26 einen Trainer. Die Wahl fiel auf Max Breunig. Am 1. September 1925 trat der zehnfache Nationalspieler seinen Dienst an der Grünwalder Straße an und löste Josef Braumüller ab, der das Team bis dahin betreut hatte.
In der Generalversammlung der Fußballabteilung am 6. Juli 1933 hatte Abteilungsleiter Alois Kienle den erfolgreichen Jugendleiter der letzten Jahre, Josef „Brause“ Braumüller, zum Führer der Jugendabteilung ernannt. In die neue Gauligasaison 1936/37 ging 1860 mit großen Hoffnungen, konnte man doch die Rückkehr von Josef Braumüller vermelden, der nach einem Jahr bei der SpVgg Landshut als hauptamtlicher Sportlehrer für das Training sämtlicher Fußballmannschaften der Sechziger zurückkehrte. Die Hoffnungen erfüllten sich aber in der Gauliga Bayern nicht, nur knapp erreichte man den Klassenerhalt. Veteran Braumüller übergab sein Traineramt zur Saison 1937/38 an Rückkehrer Max Schäfer.
Der ehemalige Turner Helmut Albrecht hält in seinen Erinnerungen fest: „Im März 1934 trat er wegen seiner schwächlichen Konstitution der Turnabteilung des TSV 1860 bei. Er wurde der zweiten Jugendriege zugeteilt, die ‚Brause‘ Braumüller leitete und trainierte. Der Sportlehrer wurde von den Kindern geliebt, Helmut Albrecht bewunderte ihn, da er für ihn den Prototyp eines Turnlehrers darstellte. Er nahm bei ihm fast eine Vaterfunktion ein, da der eigene Vater sehr streng war.“
Braumüller war nicht nur Fußballspieler, Trainer und Funktionär, sondern auch Schiedsrichter; als Sportler widmete er sich auch dem Turnen und Schwimmen, dem Faustball, dem Tennis und dem Bergsteigen. Beim SC Wasserfreunde München machte er sich Anfang der 1930er Jahre um den Aufbau von Wettkampfmannschaften im Schwimmen, Kunstspringen und Wasserball verdient.
Im Lexikon von Jürgen Bitter ist in Kurzform notiert: „Josef Braumüller (TSV 1860 München). Münchner Fußballpionier. Kapitän vor und nach dem 1. Weltkrieg. Erster Trainer des TSV 1860 München (1919–1925)“.

## Weblink
- Josef Braumüller in der Datenbank von weltfussball.de